# Сибиряков, Андрей Владимирович
Андре́й Влади́мирович Сибиряко́в (28 февраля 1964, Ленинград, РСФСР, СССР — 5 августа 1991, СИЗО «Кресты», Ленинград, РСФСР, СССР) — советский серийный убийца и грабитель, убивший 5 человек с декабря 1988 по январь 1989 года.

## Биография

### Жизнь до убийств
Андрей Сибиряков родился в Ленинграде 28 февраля 1964 года. Был дважды судим — за хулиганство и кражу, провёл в местах лишения свободы 6,5 лет. После освобождения Сибиряков женился. Отсутствие каких-либо перспектив, наложившееся на его нежелание работать, в конечном итоге и привело к тому, что Сибиряков встал на преступный путь. К моменту совершения серии убийств и нападений он проживал в городе Пушкин (пригород Санкт-Петербурга). Впоследствии начальник «убойного» отдела ГУВД Санкт-Петербурга Александр Малышев, непосредственно участвовавший в расследовании преступлений Сибирякова, так расскажет о нём:
На стройку его только могли взять, но там же ведь работать надо. Вот он несколько раз туда сходил, кирпичи, что ли, носить, получил робу строительную и больше не стал выходить.
Сибиряков отличался крайним малодушием характера. Он даже побоялся признаться жене в том, что его уволили с работы за прогулы. Ежедневно он часами ходил по Царскому Селу. Через какое-то время он попал на то место, где был похоронен, а впоследствии выкопан и сожжён Григорий Распутин. По признаниям Сибирякова, в этот момент он почувствовал, что достоин в этой жизни большего, и впоследствии ещё не раз приходил к могиле Распутина. Он решил, что на этом месте он получает «энергетическую подпитку».

### Убийства
Сибиряков совершал нападения по одному и тому же сценарию. Представляясь работником (контролёром по проверке счётчиков) коммунальной службы «Ленэнерго» (в которой он ранее действительно работал, но также был уволен), он проникал в квартиры, где в тот момент находились одинокие женщины, убивал их и грабил. Всего за несколько недель он совершил 6 нападений; 5 из них (на Надежду Миронович, Елену Александрову, гражданку Дееву, Валентину и Татьяну Павловых) были со смертельным исходом. Ещё в одном случае жертва (Виктория Бодумян) чудом осталась жива, поскольку, ударив её ножом, маньяк сломал лезвие. Во время ещё одного нападения Сибирякова спугнули, и довести начатое до конца он не успел. После первых двух убийств оставлял на видном месте квитанции из «Ленэнерго» об уплате за электричество. Почерк Сибирякова во многом схож с почерком маньяка Владимира Ионесяна по прозвищу «Мосгаз», действовавшего за 25 лет до него.

### Арест, следствие и суд
Когда о его преступлениях рассказали по телевидению в популярной телепередаче «600 секунд», Сибиряков преисполнился гордости за содеянное и, поверив в собственную безнаказанность, отправил в ГУВД Ленинграда анонимное письмо с требованием 50 тысяч рублей за прекращение преступлений. Ответ он потребовал дать через всё ту же телепередачу.
В одном из выпусков ведущий «600 секунд» Александр Невзоров произнёс:
Тому, кто написал письмо. Руководство Ленинградского ГУВД согласно с Вашими условиями. Позвоните по указанному телефону.
На следующий день Сибиряков позвонил и назначил место встречи на железнодорожной платформе «Проспект Славы» на пушкинском направлении. Он оделся в строительную робу и каску, которые остались у него с последнего места работы. Выхватив деньги из милицейской машины, маньяк бросился бежать. Он перебежал железнодорожные пути прямо перед поездом, желая отсечь таким образом сотрудников правоохранительных органов. Однако с другой стороны переезда также дежурили милиционеры, которые бросились за Сибиряковым в погоню. Они заметили, как убийца скрылся в подъезде, и блокировали его. В это время Сибиряков переоделся в подвале и попытался выйти из подъезда, но был задержан. Вскоре после ареста маньяк во всём признался. Дома у него обнаружили большинство награбленных вещей, а у его соседей изъяли проданные Сибиряковым золотые изделия.
Суд приговорил Андрея Сибирякова к смертной казни через расстрел с конфискацией имущества. Приговор был приведён в исполнение 5 августа 1991 года.

## В массовой культуре
- Документальный фильм «Неуловимый» из цикла «Следствие вели» (2008)
- Документальный фильм «Кодовая фраза» из цикла «Легенды советского сыска» (2013)
- Сериал «Профиль убийцы», 1 сезон, серия «Газовщик»